# Liste der in das National Register of Historic Places eingetragenen Brücken in Michigan
Diese Liste nennt Brücken, die in dem US-Bundesstaat Michigan in das National Register of Historic Places aufgenommen wurden.
| Name                                                                     | Bild                                                                     | Baujahr          | Eintrag    | Lage                                                  | County         | Typ                                             |
| ------------------------------------------------------------------------ | ------------------------------------------------------------------------ | ---------------- | ---------- | ----------------------------------------------------- | -------------- | ----------------------------------------------- |
| 12 Mile Road–Kalamazoo River Bridge                                      |                                                                          | 1920             | 1999-12-22 | Marshall 42° 16′ 12″ N, 85° 3′ 41″ W                  | Calhoun        | Bogenbrücke aus Beton                           |
| 23 Mile Road–Kalamazoo River Bridge                                      | 23 Mile Road-Kalamazoo River Bridge                                      | 1922             | 1999-12-22 | Marengo 42° 16′ 6″ N, 84° 50′ 52″ W                   | Calhoun        | Balkenbrücke aus Beton                          |
| Ada Covered Bridge                                                       |                                                                          |                  | 1970-02-16 | Ada 42° 57′ 8″ N, 85° 29′ 10″ W                       | Kent           | Howe Truss                                      |
| American Legion Memorial Bridge                                          |                                                                          | 1930             | 2000-01-07 | Traverse City 44° 45′ 41″ N, 85° 37′ 15″ W            | Grand Traverse | Betonbogenbrücke                                |
| Antietam Street–Grand Trunk Railroad                                     |                                                                          | 1930             | 2000-02-18 | Detroit 42° 20′ 43″ N, 83° 2′ 5″ W                    | Wayne          | I-förmiger Längsbalken                          |
| Ash Street–Sycamore Creek Bridge                                         |                                                                          | 1918             | 2000-01-14 | Mason 42° 34′ 45″ N, 84° 26′ 51″ W                    | Ingham         | T-Balkenträger                                  |
| Avery Road–Galien River Bridge                                           |                                                                          | bis 1923         | 1999-12-17 | New Troy 41° 52′ 27″ N, 86° 33′ 17″ W                 | Berrien        |                                                 |
| Ball Road–Little Salt Creek Bridge                                       |                                                                          | 1901             | 1999-12-17 | Jasper Township 43° 31′ 0″ N, 84° 33′ 32″ W           | Midland        |                                                 |
| Bay City Bascule Bridge                                                  |                                                                          | 1938             | 1999-11-30 | Bay City 43° 34′ 46″ N, 83° 53′ 59″ W                 | Bay            |                                                 |
| Beach–Garland Street–Flint River Bridge                                  | Beach–Garland Street–Flint River Bridge                                  | 1921             | 1999-12-09 | Flint 43° 1′ 11″ N, 83° 41′ 39″ W                     | Genesee        | Luten-Bogenbrücke                               |
| Bell Road Bridge                                                         |                                                                          | 1891             | 1996-11-29 | Pinckney 42° 24′ 5″ N, 83° 54′ 32″ W                  | Washtenaw      | Pratt Truss mit in der Mitte liegender Fahrbahn |
| Blossomland Bridge                                                       |                                                                          | 1948             | 1999-12-17 | Saint Joseph 42° 6′ 45″ N, 86° 28′ 40″ W              | Berrien        |                                                 |
| Business Route M-21–Plaster Creek Bridge                                 |                                                                          | 1916             | 1999-12-17 | Wyoming 42° 56′ 9″ N, 85° 41′ 14″ W                   | Kent           |                                                 |
| Canyon Falls Bridge                                                      |                                                                          | 1948             | 1999-11-30 | L’Anse Township 46° 37′ 31″ N, 88° 28′ 13″ W          | Baraga         |                                                 |
| Center Road–Tittabawassee River Bridge                                   |                                                                          | 1927             | 1999-11-30 | James Township 43° 23′ 37″ N, 84° 0′ 54″ W            | Saginaw        |                                                 |
| Cheboygan Bascule Bridge                                                 | Cheboygan Bascule Bridge                                                 | 1940             | 1999-12-09 | Cheboygan 45° 38′ 45″ N, 84° 28′ 22″ W                | Cheboygan      |                                                 |
| Chestnut Street–Grand Trunk Railroad                                     |                                                                          | 1929             | 2000-02-18 | Detroit 42° 20′ 41″ N, 83° 2′ 3″ W                    | Wayne          |                                                 |
| Chicagon Mine Road–Chicagon Creek Bridge                                 |                                                                          | 1910             | 1999-12-17 | Bates Township (Michigan) 46° 5′ 43″ N, 88° 30′ 31″ W | Iron           |                                                 |
| County Road 557–West Branch Escanaba River Bridge                        |                                                                          | ca. 1928         | 1999-12-17 | Wells Township 46° 8′ 48″ N, 87° 27′ 45″ W            | Marquette      |                                                 |
| County Road C117–Pike River Bridge                                       |                                                                          | 1914             | 1999-12-09 | Chassell 47° 1′ 7″ N, 88° 31′ 37″ W                   | Houghton       |                                                 |
| County Road I-39–Rapid River Bridge                                      |                                                                          | 1916             | 1999-12-09 | Masonville Township 46° 1′ 22″ N, 86° 58′ 44″ W       | Delta          |                                                 |
| Delhi Bridge                                                             |                                                                          | 1890             | 2008-9-4   | Scio 42° 20′ 1,4″ N, 83° 48′ 32,7″ W                  | Washtenaw      | Pratt Truss mit in der Mitte liegender Fahrbahn |
| Denton Road–Sparks Foundation Park Pond Bridge                           |                                                                          | 1931             | 2000-01-28 | Jackson 42° 13′ 38″ N, 84° 25′ 55″ W                  | Jackson        |                                                 |
| Derby Street–Grand Trunk Western Railroad Bridge                         |                                                                          | 1930             | 2000-01-27 | Birmingham 42° 33′ 15″ N, 83° 12′ 11″ W               | Oakland        |                                                 |
| Division Avenue–Plaster Creek Bridge                                     |                                                                          | 1914             | 1999-12-17 | Grand Rapids 42° 55′ 5″ N, 85° 39′ 58″ W              | Kent           |                                                 |
| East River Road–North Hickory Canal Bridge                               |                                                                          | 1945             | 2000-02-04 | Grosse Ile 42° 5′ 46″ N, 83° 9′ 2″ W                  | Wayne          |                                                 |
| Fallasburg Covered Bridge                                                |                                                                          |                  | 1972-03-16 | Lowell 42° 58′ 51″ N, 85° 19′ 38″ W                   | Kent           |                                                 |
| Ferry Street–Thorofare Canal Bridge                                      |                                                                          | 1947             | 2000-02-18 | Grosse Ile 42° 8′ 17″ N, 83° 9′ 23″ W                 | Wayne          |                                                 |
| Fifty-Seventh Street Bridge                                              |                                                                          | 1879, 1899       | 1998-04-01 | Manlius Township 42° 39′ 5″ N, 86° 6′ 25″ W           | Allegan        |                                                 |
| Forest Route 157–Tamarack River Bridge                                   |                                                                          | 1916             | 1999-12-17 | Stambaugh Township 46° 14′ 50″ N, 88° 58′ 41″ W       | Iron           | Balkenbrücke aus Beton                          |
| Fort Street–Pleasant Street and Norfolk & Western Railroad Viaduct       |                                                                          | 1928             | 2000-02-18 | Detroit 42° 17′ 4″ N, 83° 8′ 54″ W                    | Wayne          |                                                 |
| Fruitport Road–Pettys Bayou Bridge                                       |                                                                          | 1948             | 1999-12-17 | Spring Lake Township 43° 5′ 22″ N, 86° 10′ 31″ W      | Ottawa         |                                                 |
| Gibraltar Road–Waterway Canal Bridge                                     |                                                                          | 1932             | 2000-02-10 | Gibraltar 42° 5′ 42″ N, 83° 11′ 26″ W                 | Wayne          |                                                 |
| Gillespie Street–Clinton River Bridge                                    |                                                                          | 1936             | 2000-01-27 | Pontiac 42° 37′ 34″ N, 83° 17′ 52″ W                  | Oakland        |                                                 |
| Gugel Bridge                                                             | Gugel Bridge                                                             | 1904, 1919, 1920 | 2000-03-15 | Frankenmuth Township 43° 19′ 44″ N, 83° 46′ 35″ W     | Saginaw        | Pratt Truss mit in der Mitte liegender Fahrbahn |
| Indian Lake Road Stone Arch Bridge                                       |                                                                          |                  | 2005-07-22 | Orion 42° 47′ 51″ N, 83° 14′ 47″ W                    | Oakland        | Eisenbahn-Steinbogenbrücke                      |
| Indian Trail Road–Belle River Bridge                                     |                                                                          | 1937             | 2000-01-28 | China Township 42° 46′ 30″ N, 82° 32′ 58″ W           | St. Clair      |                                                 |
| Jackson Branch Bridge No. 15                                             | Jackson Branch Bridge No 15                                              | 1896             | 2001-12-04 | Raisin Township 41° 56′ 35″ N, 83° 56′ 46″ W          | Lenawee        | Eisenbahnbrücke als Pratt Truss                 |
| Jeddo Road–South Branch Mill Creek Drain Bridge                          |                                                                          | 1939             | 2000-01-28 | Brookway Township 43° 8′ 36″ N, 82° 50′ 13″ W         | St. Clair      |                                                 |
| Jefferson Avenue-Huron River and Harbin Drive-Silver Creek Canal Bridges | Jefferson Avenue–Huron River and Harbin Drive–Silver Creek Canal Bridges | 1930             | 2000-02-10 | Brownstone 42° 2′ 32″ N, 83° 12′ 52″ W                | Wayne          |                                                 |
| King Road–Whitefish River Bridge                                         |                                                                          | 1919             | 1999-11-30 | Limestone Township 46° 15′ 49″ N, 87° 5′ 34″ W        | Alger          | Balkenbrücke aus Beton                          |
| Lake Leelanau Narrows Bridge                                             |                                                                          | 1939             | 2000-01-27 | Leland Township 44° 58′ 53″ N, 85° 42′ 42″ W          | Leelanau       |                                                 |
| Lilley Road–Lower Rouge River Bridge                                     |                                                                          | 1923, 1933       | 2000-02-10 | Canton Township 42° 16′ 46″ N, 83° 27′ 24″ W          | Wayne          |                                                 |
| Lincoln Road–Pine River Bridge                                           |                                                                          | 1922             | 1999-12-09 | Seville Township 43° 22′ 45″ N, 84° 49′ 59″ W         | Gratiot        |                                                 |
| M-26–Cedar Creek Culvert                                                 | Cedar Creek Culvert                                                      | ca. 1930         | 1999-12-17 | Eagle Harbor Township 47° 27′ 20″ N, 88° 9′ 0″ W      | Keweenaw       |                                                 |
| Old M-95–Michigamme River Bridge                                         |                                                                          | 1910             | 1999-12-17 | Republic Township 46° 14′ 48″ N, 88° 0′ 46″ W         | Marquette      | Luten-Bogenbrücke                               |
| M-26–Silver River Culvert                                                | Silver River Culvert                                                     | ca. 1930         | 1999-12-17 | Eagle Harbor Township 47° 27′ 47″ N, 88° 4′ 20″ W     | Keweenaw       |                                                 |
| M-28–Sand River Bridge                                                   |                                                                          | 1939             | 1999-11-30 | Onota Township 46° 29′ 42″ N, 87° 6′ 27″ W            | Alger          |                                                 |
| M-28–Tahquamenon River Bridge                                            |                                                                          | 1926             | 1999-11-30 | Chippewa Township 46° 20′ 46″ N, 84° 57′ 32″ W        | Chippewa       |                                                 |
| M-50–Sandstone Creek Bridge                                              |                                                                          | 1927             | 2000-01-14 | Tompkins 42° 22′ 23″ N, 84° 32′ 42″ W                 | Jackson        |                                                 |
| M-72–Au Sable River Bridge                                               |                                                                          | 1935             | 1999-12-09 | Grayling 44° 39′ 35″ N, 84° 42′ 44″ W                 | Crawford       |                                                 |
| M-86–Prairie River Bridge                                                |                                                                          | 1923, 1938       | 2000-02-04 | Nottawa 41° 55′ 8″ N, 85° 28′ 54″ W                   | St. Joseph     |                                                 |
| M-88–Intermediate River Bridge                                           |                                                                          | ca. 1930         | 1999-12-17 | Bellaire 44° 58′ 43″ N, 85° 12′ 36″ W                 | Antrim         |                                                 |
| M-94 (old)–Au Train River Bridge                                         |                                                                          | 1914             | 1999-11-30 | Au Train Township 46° 26′ 0″ N, 86° 50′ 11″ W         | Alger          |                                                 |
| Mackinac Trail–Carp River Bridge                                         |                                                                          | 1920             | 1999-12-17 | St. Ignace Township 46° 1′ 6″ N, 84° 43′ 6″ W         | Mackinac       |                                                 |
| Main Street–Black River Bridge                                           |                                                                          | 1923             | 1999-12-09 | Bessemer Township 46° 28′ 25″ N, 90° 0′ 5″ W          | Gogebic        |                                                 |
| Mansfield Road–Michigamme River Bridge                                   |                                                                          | 1915             | 1999-12-17 | Mansfield Township 46° 6′ 49″ N, 88° 12′ 59″ W        | Iron           |                                                 |
| Marantette Bridge                                                        |                                                                          |                  | 2001-06-25 | Mendon 41° 59′ 56″ N, 85° 27′ 30″ W                   | St. Joseph     | Pratt Truss mit in der Mitte liegender Fahrbahn |
| Martin Road Bridge                                                       |                                                                          |                  | 1991-07-12 | Corunna 42° 58′ 8″ N, 84° 3′ 21″ W                    | Shiawassee     | Pratt Truss mit in der Mitte liegender Fahrbahn |
| Masters Road–Belle River Bridge                                          |                                                                          | 1935             | 2000-01-27 | Riley Township 43° 50′ 24″ N, 82° 51′ 29″ W           | St. Clair      |                                                 |
| Mill Street–South Branch Raisin River Bridge                             |                                                                          | ca. 1925         | 2000-01-14 | Brooklyn 42° 6′ 36″ N, 84° 14′ 44″ W                  | Jackson        | Betonbogenbrücke                                |
| Morseville Bridge                                                        |                                                                          |                  | 1990-04-05 | Taymouth Township 43° 14′ 12″ N, 83° 52′ 6″ W         | Saginaw        | Pratt Truss mit in der Mitte liegender Fahrbahn |
| Mower Road–Cole Drain Bridge                                             |                                                                          | 1920             | 1999-12-17 | Spaulding Township 43° 19′ 38″ N, 83° 58′ 7″ W        | Saginaw        |                                                 |
| North Saginaw Road–Salt River Bridge                                     |                                                                          | 1920             | 1999-12-17 | Jerome Township 43° 40′ 41″ N, 84° 23′ 40″ W          | Midland        |                                                 |
| North Watervliet Road–Paw Paw Lake Outlet Bridge                         |                                                                          | 1916             | 1999-12-17 | Watervliet 42° 12′ 28″ N, 86° 15′ 0″ W                | Berrien        | Bogenbrücke mit obenliegender Fahrbahn          |
| Ocqueoc Falls Highway–Ocqueoc River Bridge                               |                                                                          | 1920             | 1999-12-17 | Ocqueoc Township 45° 23′ 21″ N, 84° 3′ 33″ W          | Presque Isle   |                                                 |
| Parke Lane Road–Thorofare Canal Bridge                                   |                                                                          | 1929             | 2000-02-04 | Grosse Ile 42° 10′ 5″ N, 83° 8′ 38″ W                 | Wayne          | Betonbogenbrücke                                |
| Parker Road–Charlotte River Bridge                                       |                                                                          | 1914             | 2000-01-28 | Bruce Township 46° 21′ 45″ N, 84° 17′ 24″ W           | Chippewa       |                                                 |
| Parshallburg Bridge                                                      | Parshallburg Bridge                                                      | 1889             | 1994-10-12 | Oakley 43° 8′ 38″ N, 84° 8′ 7″ W                      | Saginaw        |                                                 |
| Planter Road–Jackson Creek Bridge                                        |                                                                          | 1923             | 1999-12-09 | Wakefield Township 46° 30′ 48″ N, 89° 58′ 12″ W       | Gogebic        |                                                 |
| Porter Hollow Embankment and Culvert                                     |                                                                          | 1885             | 2001-09-24 | Algoma Township 43° 9′ 57″ N, 85° 34′ 1″ W            | Kent           |                                                 |
| Powers Highway–Battle Creek Bridge                                       |                                                                          | bis 1910         | 2000-01-07 | Brookfield Township 42° 27′ 16″ N, 84° 48′ 24″ W      | Eaton          |                                                 |
| Residential Drive–Townline Brook Bridge                                  |                                                                          | bis 1875         | 2000-01-07 | Walton Township 42° 28′ 39″ N, 84° 57′ 11″ W          | Eaton          |                                                 |
| Second Street Bridge                                                     | Second Street Bridge sign                                                | 1886             | 1980-06-11 | Allegan 42° 31′ 52″ N, 85° 50′ 53″ W                  | Allegan        | Pratt Truss mit in der Mitte liegender Fahrbahn |
| Second Street–Gun River Bridge                                           |                                                                          | ca. 1926         | 1999-12-17 | Hooper 42° 30′ 56″ N, 85° 33′ 46″ W                   | Allegan        |                                                 |
| Seventh Street–Black River Bridge                                        |                                                                          | 1932             | 2000-02-04 | Port Huron 42° 58′ 34″ N, 82° 25′ 39″ W               | St. Clair      |                                                 |
| Sixth Street Bridge                                                      | Sixth Street Bridge                                                      | 1886             | 1976-08-13 | Grand Rapids 42° 58′ 36″ N, 85° 40′ 27″ W             | Kent           | Pratt High Truss                                |
| South Pointe Drive–Frenchman's Creek Bridge                              |                                                                          | 1939             | 2000-02-18 | Grosse Ile 42° 6′ 9″ N, 83° 10′ 20″ W                 | Wayne          |                                                 |
| South Union Street–Boardman River Bridge                                 |                                                                          | 1931             | 2000-01-07 | Traverse City 44° 45′ 43″ N, 85° 37′ 25″ W            | Grand Traverse |                                                 |
| Stancer Road–North Coldwater River Bridge                                |                                                                          | 1888             | 1999-12-22 | Union Township 42° 1′ 17″ N, 85° 5′ 27″ W             | Branch         | Pratt Truss mit in der Mitte liegender Fahrbahn |
| State Street Bridge                                                      |                                                                          |                  | 1995-11-29 | Bridgeport 43° 21′ 29″ N, 83° 52′ 57″ W               | Saginaw        | Pratt Truss mit in der Mitte liegender Fahrbahn |
| Stony Creek Bridge                                                       |                                                                          | ca. 1880         | 1999-11-30 | Olive Township 42° 54′ 54″ N, 84° 34′ 48″ W           | Clinton        |                                                 |
| Ten Curves Road–Manistique River Bridge                                  |                                                                          | 1923             | 1999-12-17 | Gemfask Township 46° 14′ 49″ N, 85° 55′ 28″ W         | Schoolcraft    |                                                 |
| Thompson Road–Air Line Railroad Bridge                                   |                                                                          | 1919             | 1999-12-22 | Howard 41° 53′ 35″ N, 86° 11′ 41″ W                   | Cass           | T-Trägerbrücke aus Beton                        |
| Thornapple River Drive Bridge                                            |                                                                          | 1927             | 1990-04-18 | Cascade Township 42° 56′ 23″ N, 85° 29′ 29″ W         | Kent           |                                                 |
| Trowbridge Road–Grand Trunk Western Railroad Bridge                      |                                                                          | 1931             | 2000-01-28 | Bloomfield Hills 42° 34′ 50″ N, 83° 13′ 51″ W         | Oakland        |                                                 |
| Trunk Line Bridge No. 1                                                  |                                                                          | 1914             | 1999-12-17 | Michigamme Township 46° 31′ 42″ N, 88° 0′ 13″ W       | Marquette      |                                                 |
| Trunk Line Bridge No. 237                                                |                                                                          | 1918             | 2000-01-14 | Ransom 41° 46′ 11″ N, 84° 34′ 24″ W                   | Hillsdale      | Betonbogenbrücke mit obenliegender Fahrbahn     |
| US 12 Bridges                                                            |                                                                          | 1948             | 2000-02-04 | Dearborn 42° 19′ 34″ N, 83° 9′ 43″ W                  | Wayne          |                                                 |
| US 12–St. Joseph River Bridge                                            |                                                                          | 1922             | 1991-04-05 | Mottville 41° 48′ 0″ N, 85° 45′ 25″ W                 | St. Joseph     |                                                 |
| US 2–Iron River Bridge                                                   |                                                                          | 1917             | 1999-12-09 | Iron River 46° 6′ 7″ N, 88° 30′ 0″ W                  | Iron           |                                                 |
| US 31–Pentwater River Bridge                                             |                                                                          | 1955             | 1999-12-20 | Weare Township 43° 44′ 29″ N, 86° 23′ 22″ W           | Oceana         |                                                 |
| US 41–Fanny Hooe Creek Bridge                                            | Fanny Hooe Creek Bridge                                                  | 1928             | 1999-12-17 | Grant Township 47° 28′ 1″ N, 87° 52′ 18″ W            | Keweenaw       |                                                 |
| US-12–Coldwater River Bridge                                             |                                                                          | 1920             | 1999-12-22 | Coldwater 41° 56′ 40″ N, 85° 1′ 52″ W                 | Branch         |                                                 |
| US 41 (old)–Backwater Creek Bridge                                       |                                                                          | 1918             | 1999-12-09 | Baraga Township 46° 45′ 16″ N, 88° 29′ 41″ W          | Baraga         |                                                 |
| Upper Twin Falls Bridge                                                  |                                                                          | 1910             | 2012-12-12 | Breitung Township 45° 52′ 39″ N, 88° 4′ 43″ W         | Dickinson      |                                                 |
| Vernier Street–Swan Creek Bridge                                         |                                                                          | 1922             | 2000-01-28 | Ira Township 42° 40′ 50″ N, 82° 39′ 29″ W             | St. Clair      | Betonbalkenbrücke                               |
| Wadhams Road–Pine River Bridge                                           |                                                                          | 1928             | 2000-01-28 | Saint Clair Township 42° 52′ 17″ N, 82° 33′ 28″ W     | St. Clair      | Balkenbrücke aus Beton                          |
| Waltz Road–Huron River Bridge                                            |                                                                          | 1924             | 2000-02-10 | Huron Township 42° 9′ 40″ N, 83° 24′ 10″ W            | Wayne          |                                                 |
| West Jefferson Avenue–Rouge River Bridge                                 |                                                                          | 1922             | 2000-02-10 | River Rouge 42° 16′ 50″ N, 83° 7′ 44″ W               | Wayne          |                                                 |
| West Mitchell Street Bridge                                              |                                                                          | 1930             | 1986-09-10 | Petoskey 45° 22′ 26″ N, 84° 57′ 39″ W                 | Emmet          |                                                 |
| West Second Street–Swartz Creek Bridge                                   |                                                                          | 1920             | 1999-12-09 | Flint 43° 0′ 38″ N, 83° 41′ 58″ W                     | Genesee        | Luten-Bogenbrücke                               |

## Belege
1. ↑  National Register Information System. In: National Register of Historic Places. National Park Service, abgerufen am 9. Juli 2010 (englisch).

- Karte mit allen Koordinaten:
- OSM |
- WikiMap